# Micragyrta diminuta
Micragyrta diminuta là một loài bướm đêm thuộc phân họ Arctiinae, họ Erebidae.